# Albalatillo
Albalatillo – gmina w Hiszpanii, w prowincji Huesca, w Aragonii, o powierzchni 9,15 km². W 2011 roku gmina liczyła 224 mieszkańców.